# 阮福綿𡩈
阮福綿𡩈（越南语：／，1832年1月3日—1865年5月25日），初名阮福綿𡨃（越南语：／），嗣德帝即位後改今名。越南阮朝明命帝第五十六子，生母貴人阮氏幸。

## 生平
明命十二年十二月初一日（1832年1月3日），阮福綿𡨃在順化皇城出生。年少好學。明命二十一年（1840年）四月，受封為鎮定郡公（越南语：／）。嗣德十八年五月初一日（1865年5月25日），阮福綿𡩈去世，壽三十五歲，賜諡敦懿。葬於承天府香水縣居正總楊春上社，在香茶縣長銃內邑建祠祭祀。

## 子女
阮福綿𡩈有3子2女。後裔按御賜瓦字部起名。
- 長子阮福洪㼷[3]，初襲封畿外侯，後有罪奪爵，改從母姓。成泰元年（1889年）開復原爵。
  - 孫阮福膺甄，襲封佐國卿。

## 册文
明命二十一年（1840年），冊封鎮定郡公冊文：
維明命貳拾壹年歲次庚子肆月辛酉朔越陸日丙寅，承天興運，皇帝若曰：
朕惟周有庶邦之遺，克壯本支；漢有同姓之封，茂資翰屏。朕遠稽古道，厪念邦圖。式明垂裕之謀，特厚分封之典。咨爾皇五十六子綿家，麟振濟美，爪緒流輝。恭順著於家庭，克迪言行之教；友愛篤于兄弟，彌敦謙遜之風。方懋進修，宜昭各命。尊爵肆今釐定，本至愛以行乎至公；桓圭特準建封，惟乃位心觀夫乃德。是用晉封爾為鎮定郡公。錫之冊印，爾其恪遵禮度，慎守威儀。忠孝一心，益凜操修之寔；始終永譽，長承引翼之光。欽哉。
嗣德拾捌年閏五月初壹日改給